# Arlette
Arlette est un prénom féminin.

## Origine
Arlette est un prénom français, hypocoristique en -ette du nom de personne féminin Herleve (latin médiéval Herleva). Quant à Herleve (parfois écrit Herlève en français moderne), il s'agit d'un ancien prénom normand d'origine scandinave. L’anthroponyme Arlette a été popularisé grâce à une personnalité attestée historiquement, à savoir la mère de Guillaume le Conquérant, Herleve, dite Arlette de Falaise, mais aussi Herlotte, Harlette, etc. et qui semble être la première personne connue portant cet hypocoristique en -ette.
Le premier élément d’Arlette représente sans doute le germanique commun *harjaz « armée », élément HER, le second, -ette étant le suffixe diminutif français au féminin. Arlette est probablement le diminutif affectif (petit nom) de Herleve, forme romanisée du nom de personne féminin vieux norrois Hærlæif (vieux danois Herlef), anthroponyme composé des éléments HER > hær, her « armée » + LEIF > -leif « veuve, sœur ».
Le prénom Herleve / Herleva est rare, il semble d'abord attesté dans l'Histoire comme étant celui de la femme de l'archevêque de Rouen Robert le Danois qui était peut-être la fille de Turstin le Riche, seigneur d'origine scandinave.

## Personnalités
Parmi les Arlette les plus célèbres, on peut citer :
- Arlette Accart
- Arlette Albert-Birot
- Arlette Ambrosi
- Arlette Balkis
- Arlette Baumans
- Arlette Ben Hamo
- Arlette Bonnard
- Arlette Chabot
- Arlette Chaumorcel
- Arlette Collot
- Arlette Contreras
- Arlette Cousture
- Arlette Dagnon Vignikin
- Arlette Didier
- Arlette Dorgère
- Arlette Elkaïm-Sartre
- Arlette Emmery
- Arlette Farge
- Arlette Fortin
- Arlette Franco
- Arlette Gilbert
- Arlette Ginioux
- Arlette Grebel
- Arlette Grosskost
- Arlette Grosso
- Arlette Gruss
- Arlette Halff
- Arlette Heudron
- Arlette Higounet-Nadal
- Arlette Humbert-Laroche
- Arlette Jouanna
- Arlette Laguiller
- Arlette Langmann
- Arlette Laret-Kayser
- Arlette Law-Kwan
- Arlette Lebigre
- Arlette Lejeune
- Arlette Leroi-Gourhan
- Arlette Lévy-Andersen
- Arlette Marchal
- Arlette Merry
- Harlette Badou N’Guessan Kouamé
- Arlette Nastat
- Arlette Nougarède
- Arlette Poirier
- Arlette Racineux
- Arlette Reni
- Arlette Rosenblum
- Arlette Roudil
- Arlette Rustichelli-Borel
- Arlette Soudan-Nonault
- Arlette Tabart
- Arlette Testyler
- Arlette Thomas
- Arlette Torres
- Arlette Téphany
- Arlette Vincent
- Arlette Zola
- Arlette de Falaise
- Arlette de Pitray

## Cinéma
Arlette est un titre d'œuvre notamment porté par :

- Arlette, film de Claude Zidi sorti en 1997 ;
- Arlette, film de Mariloup Wolfe sorti en 2022.

## Autres
- Guignol Arlette, marionnette des Guignols de l'info parodiant Arlette Laguiller ;
- Arlette Laguiller, chanson d'Alain Souchon sur l'album C'est déjà ça ;
- Arlette, biscuit feuilleté caramélisé qui s'apparente au biscuit palmier parfois aromatisé à la cannelle[5].